# インタラクションデザイン
インタラクションデザイン（英: Interaction design）は、技術的システム、生物学的システム、環境システム、組織などの振る舞い（対話、インタラクション）を定義し生成する規範の一種である。

## 概要
例えば、ソフトウェア、各種製品、携帯機器、環境、サービス、ウェアラブルコンピューティング、組織自体などのシステムに適用される。インタラクションデザインは、人工物やシステムのユーザーへの反応を振る舞い（インタラクション）として定義する。IaD または IxD と略記されることもある。システム開発においてユーザーの人力操作に対するシステムからの適切な反応を設計することで利用目的に合致した両面転移や、グラフィカルユーザーインターフェース（GUI）要素の肖然な振る舞いをデザインする専門的な作業である。
また、複数の異なる分野のデザインが相互作用を及ぼし，新しいデザイン活動を展開することと言う意味としても使用される。
インタラクションデザインは通常ユーザーを調査することから始まり、形状だけでなく振る舞いを強調したデザインを行い、そのデザインはユーザビリティや情緒的観点で評価される。

## なぜインタラクションデザインか
製品とその利用経験（エクスペリエンス）が複雑化し、新たな能力が追加されるにつれて、デザイナーはさらに効果的に製品を使えるよう新たな挑戦を強いられている。
新たな技術はそのユーザーにとっては複雑すぎることが多い。インタラクションデザインは習熟曲線を最小化し、製品機能の価値を減らすことなく設計の正確性と効率を向上させる。その目的は、ユーザーの不満を最小にし、生産性を向上させ、満足度を向上させることである。
インタラクションデザインは、まずユーザーのニーズを調査認識し、それを元に設計することでユーザビリティと対象の使用経験を向上させる。

## ユーザインタフェース設計との関係
インタラクションデザインはシステムのインタフェース設計との関連で語られることが多いが、インタラクションデザインはユーザーの経験に対応するシステムを開発することに注力してインタフェースを定義する。システムのインタフェースとは、視覚その他の感覚の人工物であり、デザインされたインタラクションを提供することを表現したものである。自動音声応答装置は視覚以外のインタフェースにおけるインタラクションデザインの例である。
インタラクションは技術的システムだけに限られることではない。人々は昔から互いに対話（インタラクション）してきた。従って、インタラクションデザインはサービスやイベントなど様々な場面で活用できる。もっとも、そのような様々なデザインをする場合でもインタラクションデザインであるという意識をしないことが多い。

## 歴史
インタラクションデザインは1980年代に ビル・モグリッジが提唱したのが最初である。当初、「ソフトフェイス」と呼ばれていたが、後にインタラクションデザインと呼ばれるようになった。
1989年、ジリアン・クランプトンスミスがロンドンのロイヤルカレッジ・オブ・アートにインタラクションデザインの修士課程を設けた（当初「コンピューター リレーテッド デザイン」と呼ばれており、現在では「デザインインタラクション」と呼ばれている）。2001年、彼女は北イタリアにインタラクションデザイン専門の学校「インタラクション デザイン インスティテュート イブレア」を創設した。今日では、世界中の学校でインタラクションデザインが教えられている。

## 一般的工程
多くのインタラクションデザインでとられる一般的な工程では、既知の問題への1つの解を生成することをテーマとする（唯一の解ではない）。この過程における鍵となる要素は繰り返しのアイデアであり、素早くプロトタイプを構築し、ユーザーと共にその解をテストするということを繰り返す。
以下では、インタラクションデザインの工程の主なステップを解説する。
1. デザイン調査 — 参与観察、インタビューなどの技法を使ってユーザーとその環境を調査し、ユーザーをよく知ることで彼らに向けたデザインを可能にする。
2. コンセプト生成 — ユーザー調査の結果と技術的可能性、ビジネスとしての可能性を考慮して新たなソフトウェア/製品/サービス/システムのコンセプトを生成する。この段階では何度もブレインストーミングしてコンセプトを洗練させていく。
3. シナリオ/ペルソナ/プロファイルの作成 — 調査で観察された振る舞いパターンから、製品やサービスが将来使われたときのシナリオ（ユーザーストーリー）や絵コンテを作成する。最初にシナリオの元となる想定ユーザーのペルソナやプロファイルを作成することが多い。
4. ワイヤフレームとフロー図 — 製品やサービスの機能をワイヤフレームと呼ばれる図で表現する。ページ毎にシステムの詳細を表したもので、操作方法を説明した文章が付与される。フロー図はシステムや個々の機能の論理やステップを示す。
5. プロトタイピングとユーザーテスト — 様々なプロトタイピング技法を駆使してアイデアを様々な観点でテストする。この工程は、「役割」のテスト、「ルック・アンド・フィール」のテスト、「実装」のテストに分類される。
6. 実装 — 実際の製品などの実装が行われる。この際にもインタラクションデザインの観点で正しく実装されているかの検証がなされる。製造上の都合で変更が行われた場合にデザインへの影響がないか、影響がある場合に対策をどうするかなどを考えることがインタラクションデザインの役割となる。
7. システムテスト — システムが完成したら、さらなるテストが行われる。

## インタラクションデザインの原則
認知心理学の基本原則がインタラクションデザインの基盤となっている。例えば、メンタルモデル、マッピング、メタファー、アフォーダンスなどである。これについては参考文献にあげた『誰のためのデザイン?』に詳しい。

## 適用分野
インタラクションデザインは、ソフトウェアのインタフェース、情報システム、インターネット、物理的製品、環境、サービスなど様々な分野で活用されている。各分野ではそれぞれ固有のスキルや手法が必要だが、インタラクションデザインとして共通な部分もある。

## 分野を越えたプロセス
インタラクションデザインは、グラフィックデザイン、プログラミング、心理学、ユーザー評価、製品設計など様々な領域の知識を必要とするため、異分野提携的なチームで行われることが多い。従って、デザイナーはそれらの分野にある程度精通していないと効率的に作業できない。

## 社会的インタラクションデザイン
社会的インタラクションデザイン（SxD）とは、コンピュータが社会に遍在するようになり、互いに通信する機能を備えるようになって出てきた新たな領域である。電話や携帯情報機器などが社会的インタラクションを容易にしている。社会的インタラクションデザインは機器とユーザー間のインタラクションだけでなく、ユーザー同士のインタラクションも考慮する。人間同士のコミュニケーション、話すことと書くこと、語用論などが社会的テクノロジーにおいて重要な要因となった。そして、これらの要因は認知科学よりもむしろ社会学、心理学、人類学の領域である。